# Michelbeuern-AKH (metropolitana di Vienna)
Michelbeuern-AKH è una stazione della linea U6 della metropolitana di Vienna situata nel 9º distretto, nei pressi dell'Ospedale generale di Vienna (Allgemeines Krankenhaus, AKH). 

## Ingressi
- Äußerer Währinger Gürtel / Kreuzgasse
- Innerer Währinger Gürtel
- Anton Baumann Park
- AKH Allgemeines Krankenhaus der Stadt Wien